# Arula petunia
Arula petunia is een zachte koralensoort uit de familie van de Arulidae. De wetenschappelijke naam van de soort is voor het eerst geldig gepubliceerd in 2012 door McFadden & van Ofwegen.